# نارسیسو سوآرس
نارسیسو سوآرس (اسپانیایی: Narciso Suárez‎؛ زادهٔ ۱۸ ژوئیهٔ ۱۹۶۰) قایقران کانو اهل اسپانیا بود.